# Felix Dueball
Felix Dueball (* 20. März 1880 in Jastrow, Westpreußen; † 8. Oktober 1970 in Berlin) war einer der stärksten deutschen Go-Spieler. Er popularisierte das Spiel in Deutschland besonders in den 1930er Jahren.

## Leben
Dueball, der zwischen 1901 und 1906 in Berlin studierte und daraufhin in verschiedenen Städten Westpreußens Anstellung als Lehrer für Physik, Mathematik und Latein fand, war seit 1919 in Berlin ansässig, wo er seinem Beruf nachging. Seit den 1900er Jahren kannte Dueball das Go-Spiel. Neben seinem Schwager Max Lange (* 25. April 1883 als Sohn des Kaufmanns Emil Lange in Stettin; † 1. September 1923 beim Kanto-Erdbeben in Japan), nicht verwandt, aber oft verwechselt mit dem bekannten Schachspieler Max Lange, und Emanuel Lasker zählte er schon zu dieser Zeit zu den führenden Berliner Spielern. Zu Beginn der 1920er Jahre galt Dueball bereits als bester Spieler Deutschlands. Von einem Turnier in Berlin 1930 hat sich die Notation einer Partie gegen Emanuel Lasker erhalten. Dueball verlor die Partie.
In den 1920er Jahren gründete Felix Dueball die erste Go-Gruppe in Berlin. „Anfangs waren es nur 30 Mitglieder“, berichtete sein späterer Schüler Günter Cießow 2015 dem Tagesspiegel, „aber die Go-Gemeinde wuchs schnell, auch weil sie von den Nazis unterstützt wurde. Die wollten die Kultur ihrer japanischen Bündnispartner fördern.“
1930 wurde Dueball gemeinsam mit seiner Frau vom japanischen Multimillionär Baron Okura für 12 Monate nach Japan eingeladen, wo er das Go-Spiel intensiv studierte und sich an einigen Turnieren beteiligte. In die Go-Geschichte ist eine Partie Dueballs gegen den damaligen Weltmeister Honinbō Shūsai eingegangen. 1936 spielte Dueball – zu Werbezwecken – eine Fernpartie Go gegen den ehemaligen japanischen Minister für Kultur, Ichiro Hatoyama. Die laufende Partie wurde Zug für Zug sowohl im Völkischen Beobachter als auch in der japanischen Zeitung Nichi-Nichi abgedruckt. Hatoyama gewann die Partie. Dueball wurde mit dem 2. Dan eingestuft.
Dueballs Sohn Fritz Dueball (2. Dan) gewann 1938 ein erstmals ausgerichtetes Europaturnier, ein Vorläuferturnier der Europameisterschaft, danach die offizielle Europameisterschaft 1957, 1958 und 1959. Sein Enkel Jürgen Dueball (5. Dan) wurde mehrfach Vize-Europameister, außerdem ein Meisterspieler im Schach und im Bridge. Felix Dueball, der in Japan unvergleichlich populärer als in Deutschland war, wurde namentlich im Roman Meijin des japanischen Literaturnobelpreisträgers Yasunari Kawabata erwähnt.

## Werke
- Das Go-Spiel (ISBN 3 7907 0670 1, Philler Verlag, Minden 1955)